# Kościół Podwyższenia Krzyża Świętego w Bukowsku
Kościół Podwyższenia Krzyża Świętego w Bukowsku – rzymskokatolicki kościół parafialny należący do dekanatu Sanok I archidiecezji przemyskiej.
Obecny kościół został wzniesiony w stylu neogotyckim w latach 1882–1886 na miejscu starej drewnianej świątyni. Kościół budował ks. Jan Jakubowski (zmarły w 1885 roku i pochowany na cmentarzu w Bukowsku). Budowla została konsekrowana przez biskupa Jakuba Glazera w 1897 roku.

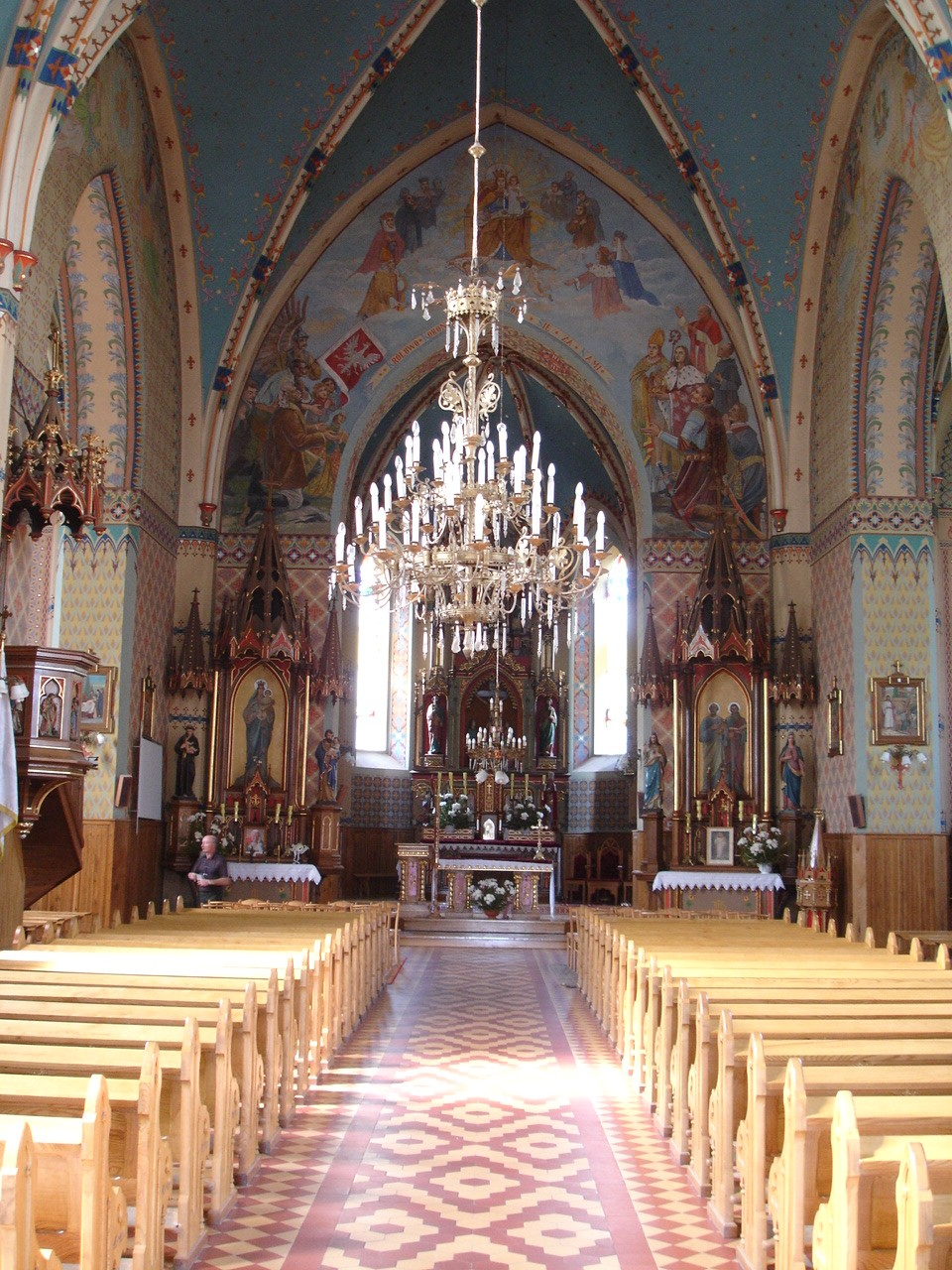
Wnętrze kościoła

We wnętrzu znajduje się polichromia wykonana temperą przez krakowskiego artystę malarza Leonarda Winturowskiego w 1911 roku. W latach 1982–1983 odnowił ją Kazimierz Florek z Sanoka.
Na tzw. tęczy pod sklepieniem znajduje się duży obraz Królowej Korony Polskiej odbierającej hołd od świętych polskich i reprezentantów stanów polskiego narodu.
Nad wejściem głównym na elewacji zewnętrznej znajduje się figura Matki Bożej wykonana z lanego żelaza sprowadzona w 1903 roku z Paryża.

## Upamiętnienie
15 września 1996 na ogrodzeniu kościoła została odsłonięta tablica pamiątkowa honorująca ofiary walk i prześladowań z okresu II wojny światowej pochodzące z Bukowska i okolic, na której zostali upamiętnieni czterej oficerowie zamordowani w ramach zbrodni katyńskiej: Stanisław Chorążek, Stanisław Kowalik, Jan Krawiec, Władysław Wilecki).